# HD 139871
HD 139871，又名CD-49 9909，SAO 226089、HR 5832，是一颗恒星，视星等为6.04，位于銀經329.21，銀緯4.45，其B1900.0坐标为赤經15h 35m 22.8s，赤緯-49° 4.45′ 3″。